# (75564) Audubon
(75564) Audubon es un asteroide perteneciente al cinturón de asteroides, descubierto el 2 de enero de 2000 por Charles W. Juels desde el Observatorio Astronómico de Fountain Hills, Fountain Hills (Arizona), Estados Unidos.

## Designación y nombre
Designado provisionalmente como 2000 AJ. Fue nombrado Audubon en honor al ornitólogo y pintor estadounidense John James Audubon realizó dibujos de la fauna estadounidense durante más de medio siglo.

## Características orbitales
Audubon está situado a una distancia media del Sol de 2,310 ua, pudiendo alejarse hasta 2,619 ua y acercarse hasta 2,001 ua. Su excentricidad es 0,133 y la inclinación orbital 8,763 grados. Emplea 1282 días en completar una órbita alrededor del Sol.

## Características físicas
La magnitud absoluta de Audubon es 14,8. Tiene 2,758 km de diámetro y su albedo se estima en 0,306.